# 西光
西光（さいこう、生年不詳 - 安元3年6月3日（1177年6月30日））は、平安時代後期の官人・僧侶。俗名は藤原 師光（ふじわら の もろみつ）。阿波国の豪族・麻植為光の子。藤原北家魚名流、中納言・藤原家成の養子。官位は六位・左衛門尉。後白河院の近臣。

## 経歴
麻植大宮司家（麻植郡忌部神社祠官）の麻植為光の子で、もとは阿波国の在庁官人であった。師光の阿波国の在庁は、板野郡吉野町柿原で、現在の阿波高等学校の敷地内と伝えられている。
のち、藤原家成の養子、乳兄弟とされる信西（藤原通憲）の家来となり、左衛門尉に昇る。
平治の乱で信西が死ぬと出家して西光と名乗る。のち後白河法皇に仕え、「第一の近臣」と呼ばれた。西光は藤原成親・俊寛・多田行綱らの平氏打倒の陰謀に加わり、鹿ヶ谷の山荘での密議の首謀者となる（鹿ケ谷の謀）。
安元3年（1177年）3月に子の師高と師経が比叡山と紛争を起こし、比叡山大衆が強訴する騒ぎとなる。師高と師経は処罰されるが、西光が後白河法皇に讒訴して天台座主・明雲の座主職を停止させ、さらに拷問の上で伊豆国に流罪にさせた。明雲は配流の途中で衆徒に奪回されるが、西光は後白河法皇に厳罰を進言する。
同年6月、比叡山との紛争がいまだ続くある晩、行綱が平清盛の屋敷を訪れ、鹿ヶ谷での謀議の顛末を密告する。清盛はただちに軍勢に動員をかけ、京の市中は完全武装の平家の兵で満ちあふれた。陰謀露見を知った西光は後白河法皇のもとに逃れようとするが、中途で捕縛にきた平家の兵士たちに出くわす。「清盛様の屋敷にこい」と迫る兵たちに西光は「これから法皇様に話がある。そのあとで行こう」と答えるが、平家軍は「腹の立つ坊主めが、法皇に何を言う気か」と西光を馬から引きずり落とし、縛りあげて清盛のもとに連行する。
清盛は縁の下に引きすえられた西光を蹴たおし「おのれの身のほども知らず、平家に逆らう者はこうなるのじゃ」と土足で顔を踏みつけたが、剛胆な彼は起き直り「口が過ぎるであろう。貴殿の父の忠盛公こそ、諸公卿に同席を嫌がられるほど卑しい身分ではなかったか。その子の貴殿が太政大臣にまでなりあがるとは、それこそ過分であろう」と逆に清盛を罵った。これを聞いた清盛は怒りのあまり口もきけなくなり、ようやく「この者はたやすく斬ってはならぬ、よく縛っておけ」と言い捨てて奥に入った。やがて凄惨な拷問を加えられて一切を自白させられた末「奴の口を裂け」という命令が出され、口を切り裂かれてから五条西朱雀で斬首された。また三人の息子、三人の郎党もともに斬首された。
なお、西光の縁戚は彼の力を背景に「近藤氏（藤原氏）」と称して在庁官人として台頭し、平家に近い粟田（田口）成良の一族と争った。屋島の戦いの直前に四国に上陸した源義経の道案内をした近藤親家は西光の一族であったとする説がある。

## 系譜
- 父：麻植為光
- 母：不詳
- 生母不詳の子女
  - 男子：藤原師高（?-1177）
  - 男子：藤原師経（?-1177）
  - 男子：藤原師平（?-1177）
  - 男子：藤原広長
  - 男子

## 関連作品
テレビドラマ
- 『新・平家物語』（1972年、NHK大河ドラマ、演：内田稔）
- 『草燃える』（1979年、NHK大河ドラマ、演：河村弘二）
- 『炎立つ』（1993年-1994年、NHK大河ドラマ、演：中平良夫）
- 『義経』（2005年、NHK大河ドラマ、演：向雲太郎）
- 『平清盛』（2012年、NHK大河ドラマ、演：加藤虎ノ介）

テレビアニメ
- 『平家物語』（2022年、フジテレビ+Ultra、演：土師孝也）